# HD 188753
HD 188753 är en hierarkisk trippelstjärna belägen i den mellersta delen av stjärnbilden Svanen. Den har en kombinerad skenbar magnitud av ca 7,43 och kräver åtminstone en handkikare eller ett mindre teleskop för att kunna observeras. Baserat på parallaxmätning inom Hipparcosuppdraget på ca 21,6 mas, beräknas den befinna sig på ett avstånd på ca 151 ljusår (ca 46 parsek) från solen. Den rör sig närmare solen med en heliocentrisk radialhastighet på ca -24 km/s.

## Egenskaper
Primärstjärnan HD 188753 A är en solliknande  gul till vit stjärna i huvudserien av spektralklass G8 V. Den har en massa som är ca 1,1 solmassor och en effektiv temperatur av ca 5 750 K.

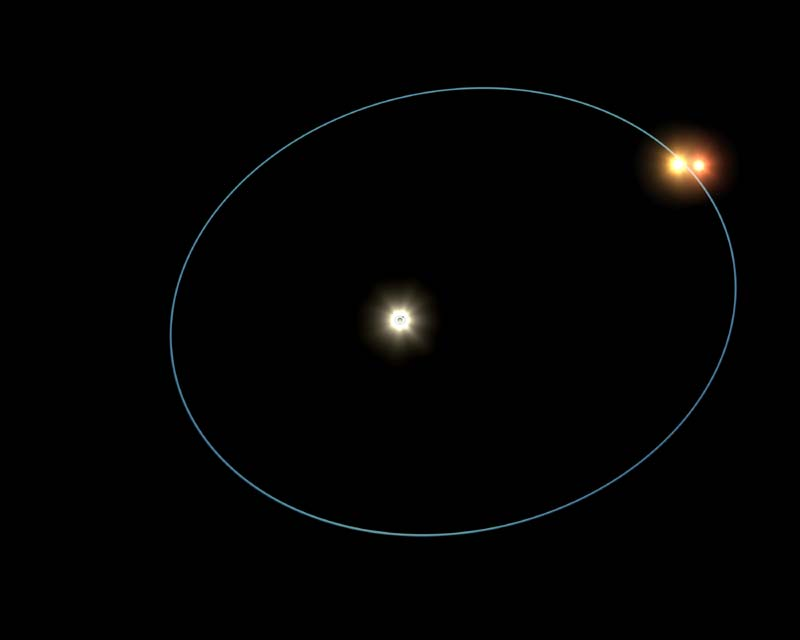
Omloppet av HD 188753 BC kring A.

Kring primärstjärnan kretsar på ett avstånd av 12,3 AE ett par mindre stjärnor kring varandra med en period av 156,0 ± 0,1 dygn, en halv storaxel av 0,67 AE och excentricitet av 0,1 ± 0,03. De har uppskattad massa av 0,96 respektive 0,67 solmassor. Paret kretsar kring primärstjärnan med en omloppsperiod av ca 25,7 år och en excentricitet av ca 0,50. Periastronavståndet från denna bana är 6,2 AE.

## Planetsystem
År 2005 tillkännagavs av Maciej Konacki en exoplanet att kretsa kring primärstjärnan. Ett försök att bekräfta upptäckten misslyckades dock. År 2007 uppgav ett team vid Genèves observatorium att de hade tillräcklig precision och samplingshastighet för att upptäcka den föreslagna planeten och att de inte upptäckt den. Konacki svarade på detta och uppgav att noggrannheten i uppföljningsmätningarna inte var tillräcklig för att bekräfta eller förneka planetens existens och att han planerade att släppa en uppdatering 2007. Fram till och med augusti 2012 har emellertid ingen uppdatering publicerats.